# Bonapartedok

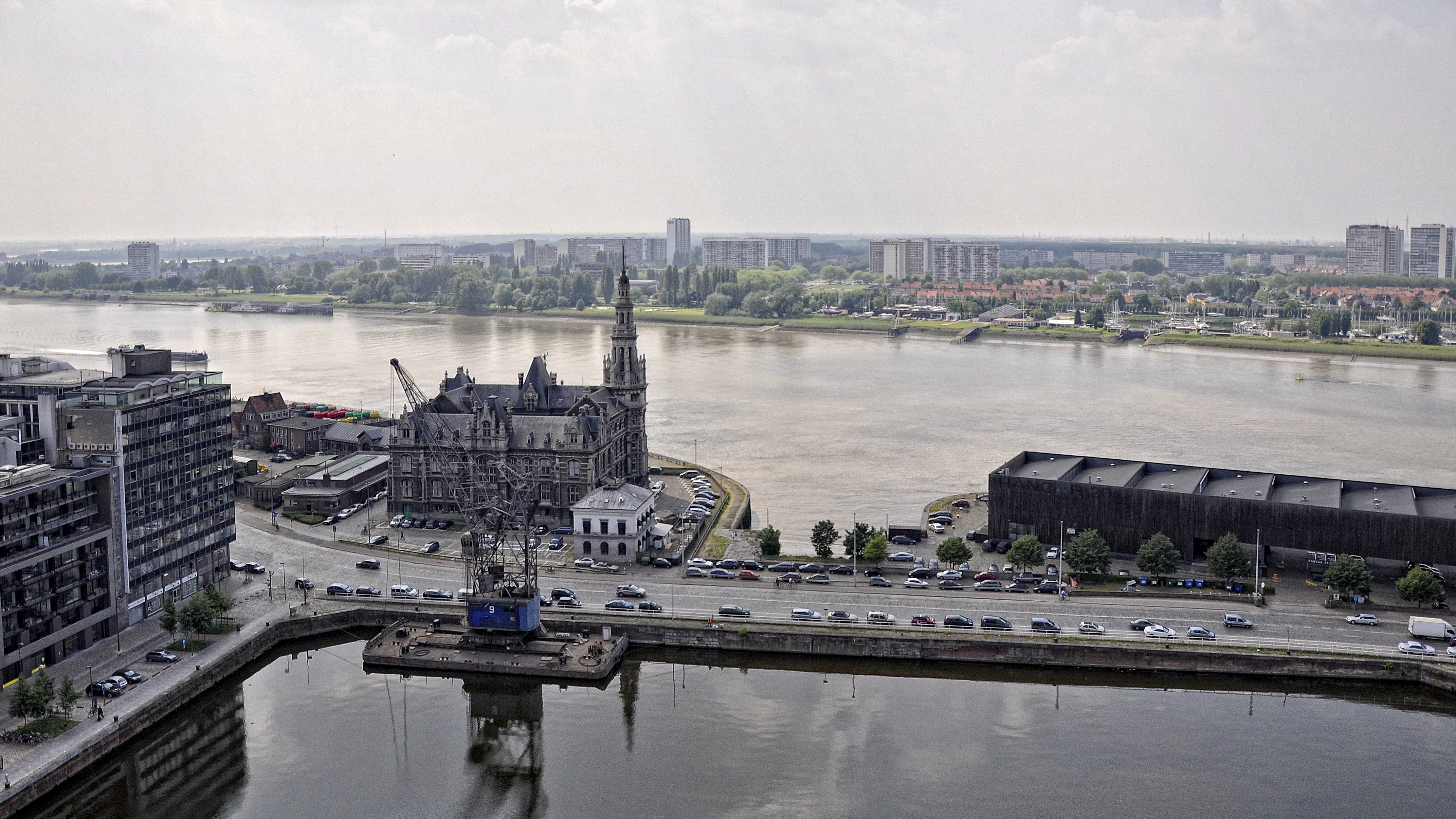
Het Loodswezengebouw tussen het Bonapartedok en de Schelde vanaf het MAS

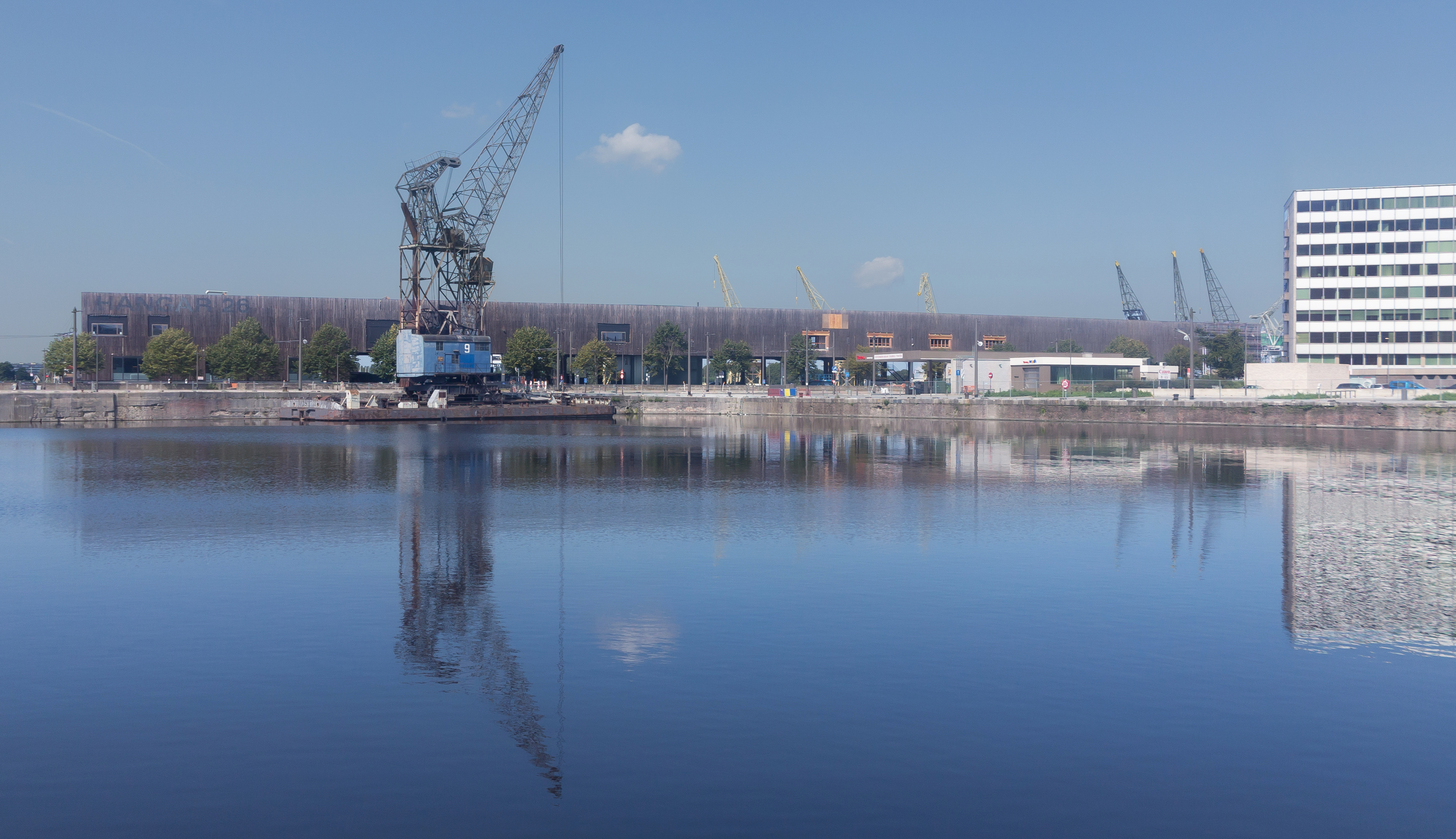
Vlotkraan 9 in Bonapartedok

Het Bonapartedok ligt in noordelijk Antwerpen in het havengebied bij het Eilandje. Het Bonapartedok ligt aan de Rijnkaai, die aan de westkant van het oudste dok van Antwerpen loopt, waar hangar 26 is, waarin de Antwerpse regionale tv-zender ATV gevestigd is. Aan de andere kant van deze loods aan de Bonapartegeuldam is de taverne en disco-bar "Stuurboord" gevestigd op het bovenste verdiep. Oostelijk en in verbinding ligt het Willemdok.
Het Bonapartedok is 217,40 meter lang en 174,87 meter breed, het is 7 ha groot en de diepgang is tussen 4 en 6 meter. Dit dok is maar geschikt voor lege schepen met een geringe diepgang. Dit dok wordt gebruikt voor opliggende schepen, oude lichters en zeilschepen.
Het oude dok stamt uit 1811 en werd aanvankelijk aangeduid als het 'Petit Bassin'. Het werd aangelegd door keizer Napoleon Bonaparte , maar pas op 10 augustus 1903 genoemd naar de keizer.  Het dok ligt aan de Rijnkaai en de Sint-Aldegondiskaai, (Filips van Marnix van Sint-Aldegonde) aan de zuidkant van het Bonapartedok. Het ontwerp voor het Petit Bassin en ook het Grand Bassin (dat later het Willemdok zou worden genoemd) kwam van Nicolas Mengin (1760-1842).
De kaaimuren werden gebouwd in 1816 tot 1837. Voordien waren het slechts oeverhellingen. Het Bonapartedok werd echter 1,27 ha verkleind in 1875 - 1878 (24 m oostkant en 18 m zuidkant aan nº 6 en 7) en 1885 (10 m noordkant 4A en 4B).
Op de vooruitstekende kademuren, de Hanzestedenplaats, met omliggende kaden, die het Bonapartedok met het Willemdok scheidt, stond eertijds het Hanze- of Oostershuis, een opslagplaats (zoals het Hessenhuis). Hier staat het (MAS Museum aan de Stroom), dat in 2010 klaar was. Aan de Oostendekaai, op de vooruitstekende kademuren, tussen het Bonaparte- en Willemdok, staat nog een granieten obelisk, in 1903 geplaatst ter gelegenheid van de verjaardag van Napoleons decreet (1803) tot het graven van de 'bassins'.
Napoleon liet dit dok bouwen aan de Schelde, en mede met de rivier, als een 'Gericht Pistool op Engeland'. Echter deze deze aanduiding ging meer over de inrichting van Antwerpen met een compleet en groot marine-etablissement, met uitgebreide scheepswerven en een arsenaal aan de zuidkant van de stad op het terrein van de voormalige Sint-Michielsabdij en aanleunend tegen de Citadel. Dit marine-etablissement en de citadel zijn later in de 19e eeuw volledig verdwenen onder de nieuwe zuidelijke stadswijken, het Bonapartedok is het enige zichtbare element wat vandaag nog zichtbaar is, ook al werd dit pas sinds 1903 zo genoemd, en het dok had ook nauwelijks een militaire maar vooral een civiele functie. 
Tussen de verbindingsweg van de Rijnkaai en de voormalige Zuidkaai lag vroeger de Bonapartesluis. Het vroegere wachthuis voor de sasseniers is nu een taverne, de "Bassin" genaamd. Vlakbij op de Zeeuwse Koornmarkt staat het imposante neogotisch Loodswezengebouw van 1895. De geul aan de Scheldekant is er nog maar is nu afgedamd. Waar vroeger schepen lagen in de Bonapartesluis loopt nu de brede Rijnkaai voor auto- en vrachtverkeer. Toch mogen de vrachtwagens niet verder rijden naar de Scheldekaaien (Rouaanse-, Van Meteren-, Ortelius- en Jordaenskaai). Zij moeten afdraaien naar de Brouwersvliet. Maar meestal rijdt het zware vrachtvervoer over de Ring en komt het bijna niet in de binnenstad.
De Nassaubrug, met zijn 16 meter breedte-doorgang, verbond het dokcomplex met het Eilandje en de Sint-Laureiskaai aan de noordkant van het dok. Deze draaibrug werkt bijna niet meer, (of toch bij uitzondering, als er een opgelegd schip in het oude dok moet liggen, of tijdens de Tall Ships' Races) en is nu een zo goed als vaste voetgangersverbinding tussen het echte Eilandje en het MAS.
Op de Antwerpse rechteroever van de Schelde:
Albertdok · Amerikadok · Asiadok · Bevrijdingsdok · Bonapartedok · Churchilldok · Derde Havendok · Eerste Havendok · Graandok · Hansadok · Houtdok · Industriedok · Kanaaldok · 
Kattendijkdok · Kempisch dok · Kooldok · Leopolddok · Lobroekdok · Margueriedok · Marshalldok · Noordschippersdok · Petroleumdok · Sasdok · Schippersdok · Schuildok voor Lichters · Siberiadok · Steendok · Straatsburgdok · Suezdok · Tweede Havendok · Verbindingsdok · Vierde Havendok · Vijfde Havendok · Willemdok · Zesde Havendok · Zuiderdokken
Op de Oost-Vlaamse linkeroever van de Schelde:
Deurganckdok · Doeldok · Noordelijk Insteekdok · Saeftinghedok · Verrebroekdok · Vrasenedok · Waaslandkanaal · Zuidelijk Insteekdok